# Episodi di Avatar - La leggenda di Aang (prima stagione)

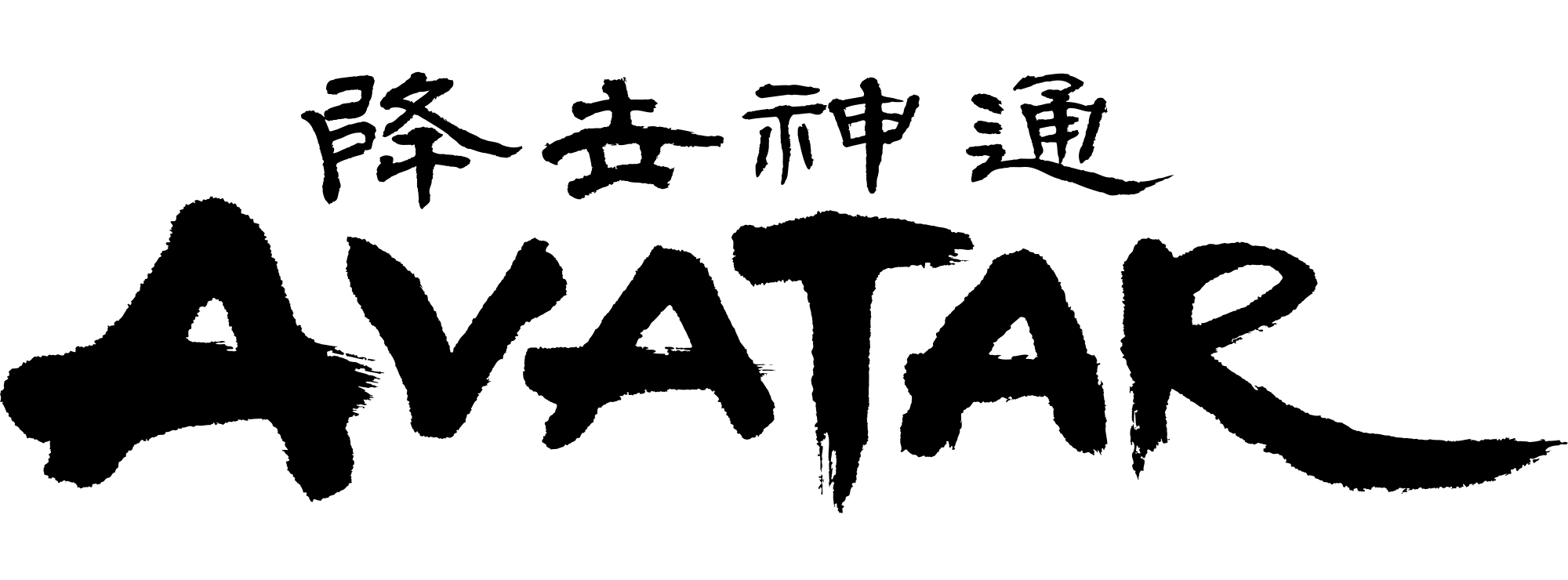
Logo della serie

La prima stagione della serie animata Avatar - La leggenda di Aang (Avatar: The Last Airbender), nota anche come Libro primo: Acqua (Book One: Water), è composta da 20 episodi ed è stata trasmessa dal 21 febbraio 2005 al 2 dicembre 2005.
Ogni episodio della prima stagione ha attirato più di un milione di spettatori alla sua prima messa in onda. La prima stagione ha vinto il "Miglior serie TV" e "Miglior serie televisiva animata" nei ragazzi di età compresa tra i 9 ed i 14 anni ai Pulcinella Awards 2005, che premia per l'eccellenza nell'animazione. Il primo libro è stato adattato in un film live-action, L'ultimo dominatore dell'aria, diretto da M. Night Shyamalan e uscito nel 2010.
| nº | Titolo originale                                          | Titolo italiano                                                 | Prima TV USA      | Prima TV Italia  |
| -- | --------------------------------------------------------- | --------------------------------------------------------------- | ----------------- | ---------------- |
| 1  | The Boy in the Iceberg                                    | Il ragazzo nell'iceberg                                         | 21 febbraio 2005  | 24 dicembre 2005 |
| 2  | The Avatar Returns                                        | Il ritorno dell'Avatar                                          | 21 febbraio 2005  |                  |
| 3  | The Southern Air Temple                                   | Il ciclo degli Avatar                                           | 25 febbraio 2005  |                  |
| 4  | The Warriors of Kyoshi                                    | Le guerriere di Kyoshi                                          | 4 marzo 2005      |                  |
| 5  | The King of Omashu                                        | Il re di Omashu                                                 | 18 marzo 2005     |                  |
| 6  | Imprisoned                                                | Imprigionati                                                    | 25 marzo 2005     |                  |
| 7  | The Winter Solstice (Part One) - The Spirit of the Forest | Il solstizio d'inverno (prima parte) - Lo spirito della foresta | 8 aprile 2005     |                  |
| 8  | The Winter Solstice (Part Two) - Avatar Roku              | Il solstizio d'inverno (seconda parte) - L'Avatar Roku          | 15 aprile 2005    |                  |
| 9  | The Waterbending Scroll                                   | Il dominio dell'acqua                                           | 29 aprile 2005    |                  |
| 10 | Jet                                                       | Jet                                                             | 6 maggio 2005     |                  |
| 11 | The Great Divide                                          | Il grande canyon                                                | 20 maggio 2005    |                  |
| 12 | The Storm                                                 | La tempesta                                                     | 3 giugno 2005     |                  |
| 13 | The Blue Spirit                                           | Lo spirito blu                                                  | 17 giugno 2005    |                  |
| 14 | The Fortuneteller                                         | L'indovina                                                      | 23 settembre 2005 |                  |
| 15 | Bato of the Water Tribe                                   | Bato della Tribù dell'Acqua                                     | 7 ottobre 2005    |                  |
| 16 | The Deserter                                              | Il maestro del dominio del fuoco                                | 21 ottobre 2005   |                  |
| 17 | The Northern Air Temple                                   | Il Tempio dell'Aria del Nord                                    | 4 novembre 2005   |                  |
| 18 | The Waterbending Master                                   | Il maestro del dominio dell'acqua                               | 18 novembre 2005  |                  |
| 19 | The Siege of the North (Part One)                         | L'assedio del Nord (prima parte)                                | 2 dicembre 2005   |                  |
| 20 | The Siege of the North (Part Two)                         | L'assedio del Nord (seconda parte)                              | 2 dicembre 2005   |                  |

## Il ragazzo nell'iceberg
- Titolo originale: The Boy in the Iceberg
- Diretto da: Dave Filoni
- Scritto da: Michael Dante DiMartino, Bryan Konietzko

### Trama
Mentre pescano nelle acque fredde, Katara e Sokka, due fratelli della Tribù dell'Acqua del Sud, scoprono un ragazzo intrappolato in un iceberg che galleggia sul mare; lo liberano e scoprono che il ragazzo si chiama Aang, uno dei Nomadi Dominatori dell'Aria, anche se si credeva che i Nomadi si fossero estinti da 100 anni. Aang, insieme al suo bisonte volante a sei zampe, Appa, torna con Katara e Sokka nel loro villaggio, dove diverte gli abitanti del posto con il suo dominio dell'aria. Nel frattempo, il principe Zuko della Nazione del Fuoco, accompagnato dallo zio Iroh, pattuglia le acque circostanti alla ricerca disperata dell'Avatar, una leggendaria figura immensamente potente che può dominare tutti e quattro gli elementi, mentre tutti gli altri dominatori ereditano solo la capacità di dominare un elemento singolo. Katara confida in Aang e vorrebbe saperne di più su come usare le sue abilità, ma dato che lei è l'unica dominatrice dell'acqua della sua tribù, Aang le promette di portarla alla Tribù dell'Acqua del Nord per addestrarla. Un incontro casuale con una nave della Nazione del Fuoco abbandonata rivela che Aang non è a conoscenza della guerra tra la Nazione del Fuoco e le altre tre nazioni del mondo che perdura da 100 anni, una guerra iniziata con l'apparente annientamento dei Nomadi dell'Aria. Da ciò deducono che Aang deve essere stato congelato almeno per così tanto tempo. La coppia accende accidentalmente una trappola sulla nave, avvisando Zuko, che già sospettava che l'Avatar si trovasse nelle vicinanze.

## Il ritorno dell'Avatar
- Titolo originale: The Avatar Returns
- Diretto da: Dave Filoni
- Scritto da: Michael Dante DiMartino, Bryan Konietzko

### Trama
Dopo aver attirato l'attenzione della Nazione del Fuoco nel villaggio, Aang viene bandito dalla tribù, nonostante le obiezioni di Katara. Zuko arriva ben presto al villaggio e chiede che l'Avatar si arrenda a lui. Aang ritorna al villaggio per difenderlo, dove rivela di essere l'Avatar in persona; dopo un breve combattimento, si arrende di proposito a Zuko, (rimasto deluso dal fatto che sia un bambino che conosce un solo dominio invece di un centenario maestro di tutti) a condizione che gli abitanti del villaggio vengano lasciati in pace. Zuko acconsente, e porta Aang sulla sua nave, al che Katara e Sokka decidono quindi di salvarlo a bordo di Appa. A bordo della nave di Zuko, Aang è alla mercé di quest'ultimo, ma alla fine riesce a liberarsi dalle guardie e combatte il principe esiliato nella sua stanza; viene sbalzato in acqua e si salva usando il dominio nell'aria e dell'acqua entrando nello stato dell'Avatar, uno stato in cui attinge tutto il potenziale di dominio delle sue vite passate dal ciclo della reincarnazione, permettendogli di manifestare un'incredibile abilità nel manipolare i quattro elementi. Con l'aiuto di Katara e Sokka, Aang fugge da Zuko; mentre i tre vanno via su Appa, stabiliscono un percorso per il Polo Nord in modo che Aang e Katara possano imparare il dominio dell'acqua.

## Il ciclo degli Avatar
- Titolo originale: The Southern Air Temple
- Diretto da: Lauren MacMullan
- Scritto da: Michael Dante DiMartino

### Trama
Prima di raggiungere il Polo Nord, Aang intende tornare a casa sua, il Tempio dell'Aria Meridionale, nonostante gli avvertimenti di Katara secondo cui le cose potrebbero essere cambiate nei 100 anni trascorsi da quando era lì. Aang mostra il tempio a Katara e Sokka e ricorda il tempo con il suo mentore, il monaco Gyatso, mentre Katara cerca di nascondere ogni traccia della Nazione del Fuoco per risparmiare ad Aang la triste verità. I tre entrano quindi nel santuario del tempio, dove trovano le statue di tutti i precedenti Avatar (che sono anche le vite passate di Aang); Aang vede poi un lemure volante e lo insegue, ma nel farlo scopre una stanza piena di elmetti della Nazione del Fuoco che circondano lo scheletro di Gyatso, ed entra nello stato dell'Avatar in preda al dolore. Una volta che Katara e Sokka lo calmano, si rendono conto che la Nazione del Fuoco ha ucciso tutti i dominatori dell'Aria tranne lui. Lasciato il tempio, i tre adottano il lemure come animale domestico e Aang lo chiama Momo. Nel frattempo, Zuko si ferma in una base della Nazione del Fuoco per effettuare riparazioni alla sua nave, dove viene salutato da Zhao, un comandante dell'esercito della Nazione del Fuoco. Zuko cerca di nascondere il fatto che ha visto l'Avatar, ma Zhao scopre la verità e si assume il compito di catturare l'Avatar stesso, ritenendo che Zuko abbia fallito; quest’ultimo si rifiuta di accettarlo, poiché catturare l'Avatar è l'unico modo in cui può tornare dal suo esilio dalla Nazione del Fuoco, e le tensioni culminano con i due che si sfidano a vicenda in un duello di dominio del fuoco (noto come Agni Kai), dove Zuko sconfigge Zhao e lo risparmia.

## Le guerriere di Kyoshi
- Titolo originale: The Warriors of Kyoshi
- Diretto da: Giancarlo Volpe
- Scritto da: Nick Malis

### Trama
Alla ricerca di una breve pausa dai loro viaggi, Aang porta la banda nell'isola Kyoshi del Regno della Terra, dove cerca di cavalcare una carpa-elefante, un grosso pesce che vive nelle acque circostanti. Il gruppo viene però catturato dalle guerriere Kyoshi, un gruppo di donne guerriere che proteggono l'isola, e che li liberano quando Aang dimostra di essere l'Avatar, riuscendo a guadagnare rapidamente la riverenza tra gli abitanti dell'isola. Ma la sua popolarità, soprattutto tra le ragazze, gli dà presto alla testa, creando una frattura tra lui e Katara: il desiderio di popolarità di Aang mette ben presto se stesso e Katara a rischio quando tenta di cavalcare l'Unagi, mettendo in pericolo anche l'intera isola quando Zuko ottiene la notizia della sua posizione. Nel frattempo, Sokka è imbarazzato dopo essere stato battuto dalle ragazze e si sforza di dimostrare di essere più forte delle guerriere Kyoshi; dopo essersi messo in ridicolo durante un allenamento, mette da parte il suo orgoglio e chiede rispettosamente di essere addestrato dal loro capo Suki, che accetta, facendo così in modo che tra i due inizi a crearsi un interesse amoroso. Quando Zuko sferra il suo attacco, Suki permette a Sokka di scappare, non prima di averlo baciato. I tre viaggiatori riescono tutti a fuggire prima che l'intera isola venga decimata dall'offensiva della Nazione del Fuoco.

## Il re di Omashu
- Titolo originale: The King of Omashu
- Diretto da: Anthony Lioi
- Scritto da: John O'Bryan

### Trama
La prossima tappa del viaggio del gruppo in tutto il mondo è la città di Omashu del Regno della Terra; lì, Aang mostra a Katara e Sokka il sistema di consegna della posta cittadina, una strada fatta di ripide discese e salite di pietra che lui e il suo amico Bumi (una parola hindi che significa "Terra") avevano cavalcato per divertimento cent'anni prima. Il trio fa una prova sugli scivoli ma finisce nei guai dopo aver distrutto il carrello di un mercante di cavoli. Portati di fronte al re della città, un uomo vecchio e stravagante di notevole abilità e forza nel Dominio della Terra, ai tre viene inaspettatamente dato un banchetto, durante il quale diventa evidente che il re sospetta che Aang sia l'Avatar. Quando i sospetti del re vengono confermati, egli imprigiona i tre e mette alla prova Aang attraverso tre sfide mortali per testare le sue abilità e guadagnarsi la libertà, incluso un duello con il re stesso. Dopo che Aang supera tutte le sfide, si rende conto che il re è il suo vecchio amico Bumi, il quale rivela che Aang e i suoi amici non sono mai stati in alcun pericolo reale, ma che ha sentito il bisogno di fornire qualche esempio del compito che Aang doveva assumere come Avatar.

## Imprigionati
- Titolo originale: Imprisoned
- Diretto da: Dave Filoni
- Scritto da: Matt Hubbard

### Trama
Aang, Katara e Sokka si accampano vicino a una piccola città del Regno della Terra dove incontrano un giovane dominatore della terra chiamato Haru. Katara lo convince a salvare un vecchio usando il suo dominio, ma questi lo fa arrestare la stessa notte in quanto la città è occupata dalla Nazione del Fuoco, e il dominio della terra è fuorilegge. Katara escogita quindi un piano per salvare Haru facendosi arrestare per aver usato il dominio della terra, che finge con l'aiuto di Aang. Quando arriva alla prigione della Nazione del Fuoco, una fortezza metallica che rende inefficace il dominio della terra, scopre che tutti i prigionieri hanno perso la speranza a causa della loro incapacità di dominare, ma Katara conduce con successo una ribellione con l'aiuto di Aang e Sokka, portando ai prigionieri del carbone. Tutti i dominatori della terra scappano e tornano nelle loro città occupate con piani di ribellione contro l'occupazione della Nazione del Fuoco, mentre Katara scopre di aver perso la collana di sua madre durante la battaglia.

## Il solstizio d'inverno (prima parte) - Lo spirito della foresta
- Titolo originale: Winter Solstice, Part 1: The Spirit World
- Diretto da: Lauren MacMullan
- Scritto da: Aaron Ehasz

### Trama
Aang si ritrova in un piccolo villaggio del Regno della Terra che viene attaccato da Hei Bai, un mostro del Mondo degli Spiriti. Gli abitanti del villaggio credono che Aang possa fare pace con lo spirito, poiché si dice che l'Avatar sia il ponte tra il mondo fisico e quello spirituale. Aang cerca invano di calmare il mostro, che rapisce Sokka durante il suo attacco al villaggio. Aang lo insegue, ma viene messo fuori combattimento e finisce nel Mondo degli Spiriti, dal quale non può essere visto o sentito; lì, gli viene detto che l'Avatar Roku ha un messaggio per lui il giorno del solstizio d'inverno. Dopo il ritorno, Aang procede a calmare lo spirito offensivo, ripristinando la pace nel villaggio. Altrove, Iroh viene catturato dai soldati del Regno della Terra mentre si fa il bagno in una sorgente calda. I soldati intendono portarlo nella capitale del Regno della Terra, Ba Sing Se, affinché affronti la giustizia, ma Iroh si rivela un dominatore del fuoco immensamente formidabile, anche se incatenato. Zuko alla fine raggiunge i soldati per aiutarlo a liberarsi, abbandonando per un po' la sua caccia all'Avatar.

## Il solstizio d'inverno (seconda parte) - L'Avatar Roku
- Titolo originale: Winter Solstice, Part 2: Avatar Roku
- Diretto da: Giancarlo Volpe
- Scritto da: Michael Dante DiMartino

### Trama
Aang, Katara e Sokka si recano al Tempio del Fuoco su un'isola all'interno delle acque della Nazione del Fuoco, in modo che Aang possa ricevere un messaggio da Avatar Roku prima del tramonto. I tre sono attaccati dal blocco navale guidato da Zhao, ma riescono a respingerlo. Zuko li insegue anche attraverso il blocco, nonostante sia stato bandito dalla Nazione del Fuoco. Quando i tre arrivano al tempio, scoprono presto che i saggi del fuoco, i servitori del tempio, non sono più leali all'Avatar ma al Signore del Fuoco, il capo della rispettiva Nazione. I saggi attaccano e catturano Sokka e Katara, ma uno di loro dimostra di essere ancora fedele all'Avatar e lo conduce al santuario del tempio. Zhao arriva poco dopo con l'intenzione di catturare sia Zuko che Aang, che grazie a un trucco entra nella stanza dedicata al suo predecessore. L'Avatar Roku appare ad Aang e lo informa della "cometa di Sozin", che tornerà in meno di un anno e darà alla Nazione del Fuoco il potere di finire la guerra con un brutale assalto; la cometa aumenta notevolmente il potere di tutti i dominatori del fuoco per un breve periodo, ed è stato con questo potere che la Nazione del Fuoco ha distrutto i Nomadi dell'Aria 100 anni prima. Per evitare il ripetersi di questa catastrofe, Aang deve dominare tutti e quattro gli elementi e sconfiggere il Signore del Fuoco prima del ritorno della cometa. Zhao e i suoi uomini lanciano un potente attacco non appena le porte della stanza si aprono, ma lo spirito di Roku si manifesta nel corpo di Aang, respingendoli con un'incredibile dimostrazione di dominio che distrugge il tempio mentre Aang, Katara, Sokka e Zuko fuggono via.

## Il dominio dell'acqua
- Titolo originale: The Waterbending Scroll
- Diretto da: Anthony Lioi
- Scritto da: John O'Bryan

### Trama
Aang comincia ad agitarsi per il fatto che deve padroneggiare tutti gli elementi per sconfiggere il Signore del Fuoco in meno di un anno, quindi Katara inizia ad insegnare il dominio dell'acqua ad Aang, nonostante il suo addestramento limitato; tuttavia, il dominio dell'acqua viene naturale ad Aang. Più tardi, mentre è in città per comprare provviste, Katara trova e ruba una pergamena del dominio dell'acqua in un negozio gestito dai pirati, e si sforza per imparare la tecnica nella pergamena per poter raggiungere il livello di Aang. Nel frattempo, Zuko incontra i pirati e stringe un accordo con loro basato sullo scambio tra Aang e la pergamena; ben presto, essi trovano e catturano Aang, Katara e Sokka, ma quest'ultimo mette i pirati contro Zuko, e i tre scappano nel combattimento successivo, grazie anche ad Aang e Katara che usano le loro abilità di dominio dell'acqua appena sviluppate.

## Jet
- Titolo originale: Jet
- Diretto da: Dave Filoni
- Scritto da: James Eagan

### Trama
Una banda di guerriglieri, guidati da Jet, salva Aang, Katara e Sokka da un piccolo gruppo di soldati della Nazione del Fuoco. Jet invita la squadra al nascondiglio dei Combattenti per la libertà, dove il gruppo pianifica i propri attacchi. Jet e Katara formano un legame istantaneo ma Sokka sospetta di Jet, che porta il giovane ribelle a tentare Sokka con alcune missioni. Il suo piano fallisce, con Sokka sempre più preoccupato per le motivazioni e i veri obiettivi di Jet. Aang e Katara, invece, decidono di aiutare Jet nei suoi sforzi per "salvare" una vicina città del Regno della Terra, ma il vero intento di Jet è di inondare il villaggio, sacrificando la vita di civili innocenti per distruggere la guarnigione della Nazione del Fuoco. Tuttavia, Sokka riesce a evacuare i cittadini della città, siano essi della Terra e del Fuoco, in tempo che il piano di Jet fallisca e quest'ultimo venga smascherato e sconfitto da Katara.

## Il grande canyon
- Titolo originale: The Great Divide
- Diretto da: Giancarlo Volpe
- Scritto da: John O'Bryan

### Trama
La prossima destinazione dei protagonisti, che ora si sta definendo "Team Avatar", è il Grande Canyon, il più grande del mondo. Il gruppo inizia a litigare, quindi Aang decide di mettere alla prova le sue abilità diplomatiche, visto che un Avatar dovrebbe essere un conciliatore e un promotore di pace: risolve con successo le loro controversie minori, ma le sue abilità sono presto messe a dura prova quando due tribù del Regno della Terra, che sono in una faida da 100 anni, sono costrette da una calamità ambientale ad attraversare il canyon insieme. Aang invia Appa con le persone più bisognose delle due tribù e, con l'aiuto di un esperto conoscitore dominatore della terra, guida il resto attraverso il vasto e arido paesaggio. Dopo una serie di difficoltà e appianate le divergenze tra le due faide, Aang pone fine allo scontro, e le due tribù viaggiano insieme verso la famosa capitale del Regno della Terra, Ba Sing Se.

## La tempesta
- Titolo originale: The Storm
- Diretto da: Lauren MacMullan
- Scritto da: Aaron Ehasz

### Trama
Il gruppo ha bisogno di soldi, quindi Sokka decide di aiutare un pescatore disposto a pagarlo per aiutarlo nella sua prossima pesca, anche se una tempesta sembra imminente. Il pescatore riconosce Aang come l'Avatar "che ha voltato le spalle al mondo". Aang fugge per il senso di colpa ma Katara riesce a rintracciarlo e Aang le rivela che i monaci del Tempio dell'Aria Meridionale volevano mandarlo al Tempio dell'Aria Orientale per separarlo dal monaco Gyatso, l'unica persona a cui Aang si sentisse interessato da lui come persona, anziché come Avatar; ciò portò Aang a scappare di casa e, dopo essere stato sorpreso da una terribile tempesta, alla fine sigillò se stesso e Appa nell'iceberg. Nel frattempo, sulla nave di Zuko, il suo equipaggio inizia a mettere in dubbio la sua guida, ma Iroh spiega loro che il Principe era stato sfigurato non in un incidente di addestramento, come sono stati indotti a credere, ma in un Agni Kai con suo padre, il quale si era offeso quando Zuko aveva parlato fuori ordine in un incontro con i suoi generali, obiettando contro il sacrificio di un battaglione di cadetti. Zuko si rifiutò di combattere, e suo padre gli diede le terribili ustioni che coprono gran parte della sua faccia e quindi lo bandì, ordinandogli di non tornare mai a meno che non avesse trovato e catturato l'Avatar. La tempesta colpisce Sokka e il vecchio che quasi annegano, ma vengono salvati da Aang e Katara, con il primo costretto ad entrare nello Stato di Avatar, rispecchiando gli eventi che lo hanno portato a rimanere intrappolato nell'iceberg per cento anni, ma questa volta è in grado di scappare da solo con gli altri tre. Anche Zuko agisce eroicamente quando la sua nave viene colpita da un fulmine: un membro del suo equipaggio rimane intrappolato sul ponte ma Zuko riesce a salvarlo con l'aiuto del tenente; Iroh usa invece la sua flessione per reindirizzare i fulmini lontano dalla nave, una forma incredibilmente rara e avanzata di tecnica di Dominio del Fuoco. Zuko vede quindi Aang volare via su Appa, ma stavolta decide di anteporre a lui il suo equipaggio, dimostrando di avere una coscienza.

## Lo spirito blu
- Titolo originale: The Blue Spirit
- Diretto da: Dave Filoni
- Scritto da: Michael Dante DiMartino, Bryan Konietzko

### Trama
Sokka soffre di una malattia a causa della sua esposizione all'ambiente durante la tempesta. Quando anche Katara inizia a contrarre la malattia, Aang si reca presso un istituto erboristico nelle vicinanze nella speranza di trovare una cura per i suoi amici. Sulla strada per trovare il rimedio consigliato dall'erborista (le rane congelate che gli ammalati devono tenere in bocca), Aang viene rapito da un gruppo di arcieri Yuu Yan della Nazione del Fuoco, comandati dal neo-promosso ammiraglio Zhao, avendo capito che non possono batterlo in uno scontro diretto. Aang viene portato in una vecchia fortezza dove Zhao, giunto sul luogo, decide di rinchiuderlo successivamente in un luogo inaccessibile (sapendo che con la morte si reincarnerebbe subito). Sopraggiunge però uno spadaccino mascherato, lo "Spirito Blu", che salva Aang; lo sconosciuto viene messo fuori combattimento durante la fuga e Aang scopre che in realtà si tratta del principe Zuko. Aang gli offre la sua amicizia, ma se ne va quando viene respinto con violenza. Aang porta la cura ai suoi amici mentre Zuko, tornato alla nave, sembra tormentato dalle parole dell'Avatar.

## L'indovina
- Titolo originale: The Fortuneteller
- Diretto da: Dave Filoni
- Scritto da: Aaron Ehasz, John O'Bryan

### Trama
Katara, Aang e Sokka raggiungono un villaggio che ruota attorno alle predizioni di un'indovina, zia Wu. Sokka è scettico e rifiuta di credere a tutto ciò che dice la chiromante, e cerca di smentire ogni sua previsione; Katara è invece ossessionata, e continua a tornare dalla donna per ulteriori pronostici sulla sua vita amorosa. Aang, innamorato di lei,  cerca di attirare la sua attenzione, con scarso successo; alla fine tenta di recuperare un fiore raro dal bordo di un vicino vulcano, che si rivela essere sul punto di scoppiare, una diretta contraddizione con le previsioni di zia Wu. Katara e Aang usano il Dominio dell'Acqua per manipolare le nuvole come avvertimento per gli abitanti del villaggio, e il gruppo riesce a evacuare tutti prima che il vulcano esploda. Mentre la lava raggiunge la città, Aang la respinge con una forte spinta aerea, guadagnandosi le lodi di Sokka che lo definisce "un potente Dominatore", e l'attenzione di Katara, poiché in precedenza zia Wu aveva predetto che avrebbe sposato un "potente Dominatore".

## Bato della Tribù dell'Acqua
- Titolo originale: Bato of the Water Tribe
- Diretto da: Giancarlo Volpe
- Scritto da: Ian Wilcox

### Trama
Sokka, Aang e Katara trovano una flotta di navi della Tribù dell'Acqua apparentemente abbandonata. Accampati in barca, Sokka e Katara si rendono conto che presto saranno raggiunti da Bato, membro della Tribù dell'Acqua meridionale e vecchio amico di Hakoda, il padre di Katara e Sokka. Mentre ricordano i vecchi tempi, Aang si sente escluso; quando un messaggero arriva con un messaggio da Hakoda, con le istruzioni per trovarlo, Aang lo intercetta e lo tiene per sé, temendo che lo abbandoneranno. Più tardi tenta di mentire ai suoi amici sul messaggio, ma Sokka si infuria e insiste per andarsene a cercare suo padre. Nel frattempo, Zuko convince una cacciatrice di taglie, June, a rintracciare l'Avatar tramite la scia lasciata da Katara sulla collana persa, e ora in possesso dello stesso Zuko, utilizzando il potente olfatto della montatura rettile di June. Ciò porta ad una schermaglia, con Katara e Sokka che ritornano per salvare Aang e riprendono il loro viaggio collettivo al Polo Nord.

## Il maestro del dominio del fuoco
- Titolo originale: The Deserter
- Diretto da: Lauren MacMullan
- Scritto da: Tim Hedrick

### Trama
Il Team Avatar arriva in una città della Nazione del Fuoco, che ospita un festival della cultura della Nazione. Sfortunatamente, l'identità di Aang viene scoperta ma uno strano uomo, Chey, aiuta la banda a fuggire. Quest'ultimo dice al trio che vi è un potente maestro del fuoco di nome Jeong Jeong, il primo a disertare l'esercito della Nazione di Fuoco e a vivere da ribelle, spingendo Aang ad incontrarlo in quanto ha bisogno di un maestro per quel dominio. Jeong Jeong inizialmente si rifiuta di insegnare ad Aang perché è ancora perseguitato dalla sua incapacità di insegnare l'autocontrollo a uno studente precedente: rivela che il fuoco è il più pericoloso tra gli elementi ed è considerato vivo, ma cambia idea tramite l'intervento dell'Avatar Roku. Aang, purtroppo, dimostra le difficoltà con la rigida disciplina richiesta per un sicuro dominio del Fuoco e brucia accidentalmente Katara quando riesce a generare le sue prime fiamme ma, casualmente, quest'ultima si dimostra un'ottima guaritrice, curandosi le bruciature. Ciò nonostante, Aang si ripromette di non ricorrere mai più al dominio del fuoco, che considera pericoloso. Nel frattempo, l'ammiraglio Zhao, che si rivela essere l'ex studente indisciplinato di Jeong Jeong, rintraccia e sfida Aang, ma questi gli sfugge usando la mancanza di autocontrollo di Zhao contro di lui e facendo sì che l'ammiraglio bruci le proprie navi.

## Il Tempio dell'Aria del Nord
- Titolo originale: The Northern Air Temple
- Diretto da: Dave Filoni
- Scritto da: Elizabeth Welch Ehasz

### Trama
Un narratore racconta alla banda di un gruppo di persone che viaggiano nell'aria e risiedono al Tempio dell'Aria Settentrionale. Il gruppo decide di raggiungerlo ma sono delusi dall'apprendere che le persone "volanti" non sono Nomadi dell'Aria, ma solo un popolo del Regno della Terra che ha imparato a usare gli alianti sulle forti correnti d'aria attorno al tempio. Aang è rattristato dal fatto che il Tempio dell'Aria Settentrionale sia cambiato in modo così drammatico rispetto a più di 100 anni fa, e nota come i suoi attuali abitanti l'abbiano ampiamente ristrutturato, spesso abbattendo muri e architetture ornate con la cultura dei Nomadi dell'Aria per ospitare tubi che spingono i loro esperimenti rudimentali con la pressione del vapore. Il giovane paraplegico Teo convince Aang ad aprire l'unica area rimanente del tempio rimasta intatta. Aang è scioccato nel vedere che la stanza "intoccata" è in realtà piena di dozzine di invenzioni con le insegne della Nazione del Fuoco su di esse. Il Meccanico, padre di Teo, ingegnere esperto e inventore, confessa di aiutare la Nazione del Fuoco costruendo armi in cambio della sicurezza di suo figlio e del suo popolo. Quando la Nazione del Fuoco arriva per raccogliere la loro ultima invenzione, Aang dice loro di andarsene. I soldati guidano un attacco contro il tempio e, seppur vengano sconfitti da Aang e dagli abitanti del villaggio, riescono a recuperare la più recente invenzione del Meccanico, un pallone di guerra.

## Il maestro del dominio dell'acqua
- Titolo originale: The Waterbending Master
- Diretto da: Giancarlo Volpe
- Scritto da: Michael Dante DiMartino

### Trama
Zhao, pur di impedire all' Avatar di imparare il dominio dell'acqua, ottiene il permesso di usare ogni soldato e nave a disposizione per attaccare il Nord. Mentre è in visita alla nave di Zuko recluta tutto il suo equipaggio e scopre che il principe è lo Spirito Blu dopo aver riconosciuto la coppia di spade nella sua stanza. Dopo il viaggio verso il Tempio dell'Aria Settentrionale, il gruppo di Aang si aggira intorno alle acque che circondano il Polo Nord alla ricerca della Tribù dell'Acqua del Nord, e incontrano un gruppo di dominatori dell'acqua della tribù, che indicano loro la strada. All'arrivo, la banda viene accolta calorosamente dai cittadini e il capo organizza una grande festa in loro onore. Sokka incontra Yue, un'affascinante principessa della quale si innamora. Aang e Katara cercano di imparare il dominio dell'acqua da un maestro di nome Pakku, che si rifiuta di insegnare a Katara a causa di ridicole usanze: le donne della Tribù dell'Acqua del Nord vengono addestrate solo come guaritrici mentre l'addestramento marziale è riservato agli uomini. Katara si rifiuta di essere vincolata da una tradizione ritenuta ridicola e sfida Pakku a un duello, dimostrando le sue notevoli abilità e potenzialità nonostante venga sconfitta. Osservando il ciondolo di Katara, dato a lei da sua madre, Pakku capisce che Katara è la nipote della sua ex fidanzata, la quale non apprezzava le usanze retrograde della Tribù dell'Acqua del Nord e quindi partì per la Tribù dell'Acqua del Sud. Rinfrancato dai ricordi del passato e dalla notizia che lei è ancora viva, oltre che impressionato dalle capacità di combattimento di Katara, Pakku si placa e accetta di addestrarla. Nel frattempo, Zhao assume alcuni pirati per assassinare Zuko, riuscendo a fare esplodere la sua nave mentre il principe è ormai solo a bordo. Iroh si finge alleato di Zhao accettando di essere suo generale per il futuro attacco; in realtà, egli aiuta suo nipote a fingere la sua morte e ad intrufolarsi sulla nave principale mentre la flotta si allontana per raggiungere il Nord.

## L'assedio del Nord (prima parte)
- Titolo originale: The Siege of the North, Part 1
- Diretto da: Lauren MacMullan
- Scritto da: John O'Bryan

### Trama
Saputo dell'imminente attacco, i capi e gli abitanti della Tribù dell'Acqua del Nord si affrettano a trovare un modo per difendersi. Mentre la notte comincia a calare, l'ammiraglio Zhao decide di ascoltare il consiglio di Iroh e fermare l'attacco poiché i dominatori dell'acqua sono più forti al chiaro di luna. Zuko lascia la nave di Zhao e si infiltra da solo nella tribù, cercando di catturare Aang. L'Avatar decide di entrare nel Mondo degli Spiriti per parlare agli spiriti dell'oceano e della luna nella speranza che gli diano la saggezza per sconfiggere la Nazione del Fuoco. Tuttavia, dopo che lo spirito di Aang parte per il Mondo degli Spiriti, Zuko arriva per rapire il suo corpo; nonostante la severa resistenza di Katara, riesce a prendersi l'Avatar mentre la Nazione del Fuoco, più forte alla luce del sole, inizia il suo attacco.

## L'assedio del Nord (seconda parte)
- Titolo originale: The Siege of the North, Part 2
- Diretto da: Dave Filoni
- Scritto da: Aaron Ehasz

### Trama
Zuko lotta per trovare riparo dalle temperature gelide del Polo Nord mentre Sokka, Katara e Yue cercano lui e Aang. Nella fortezza della Tribù dell'Acqua del Nord, i dominatori del fuoco e i carri armati della Nazione del Fuoco riescono a infiltrarsi nella città. Quando Aang ritorna dal Mondo degli Spiriti, Sokka, Katara e Yue riescono a seguire il suo spirito nel suo corpo. Zhao raggiunge lo spirito della luna, Tui, e sta per ucciderla, ma intervengono prima Aang, Sokka e Katara, e poi anche Iroh, che spiegano che tutto il mondo dipende dalla luna, in particolare i dominatori dell'acqua, i quali sono impotenti senza di essa; ma Zhao, accecato dalla gloria, evita di sentire ragioni e uccide lo spirito. Aang entra nello Stato Avatar, si unisce allo spirito dell'oceano La, diventando una gigantesca creatura d'acqua e decima l'armata della Nazione del Fuoco, respingendo le navi sopravvissute verso il mare aperto con massicce ondate di marea. Iroh rimane con il team Avatar per cercare di far rivivere Tui, e riconosce che Yue è stata salvata dallo spirito della luna da piccola, spiegando così il perché dei capelli bianchi; Yue restituisce quella scintilla di vita che lo spirito le ha dato, sacrificandosi per salvare la luna dopo aver condiviso un ultimo bacio con Sokka. Zuko, invece, trova e sconfigge Zhao, il quale viene trascinato sott'acqua dallo spirito dell'oceano per vendicare lo spirito della luna, rifiutando l'aiuto di Zuko quando tenta di salvarlo. Finita la battaglia, il gruppo di Aang si prepara a continuare il suo viaggio. Alla fine dell'episodio, il Signore del Fuoco Ozai, il padre di Zuko, assegna alla figlia Azula l'incarico di dare la caccia allo zio e al fratello traditori, riusciti a fuggire durante la battaglia.